# Kot

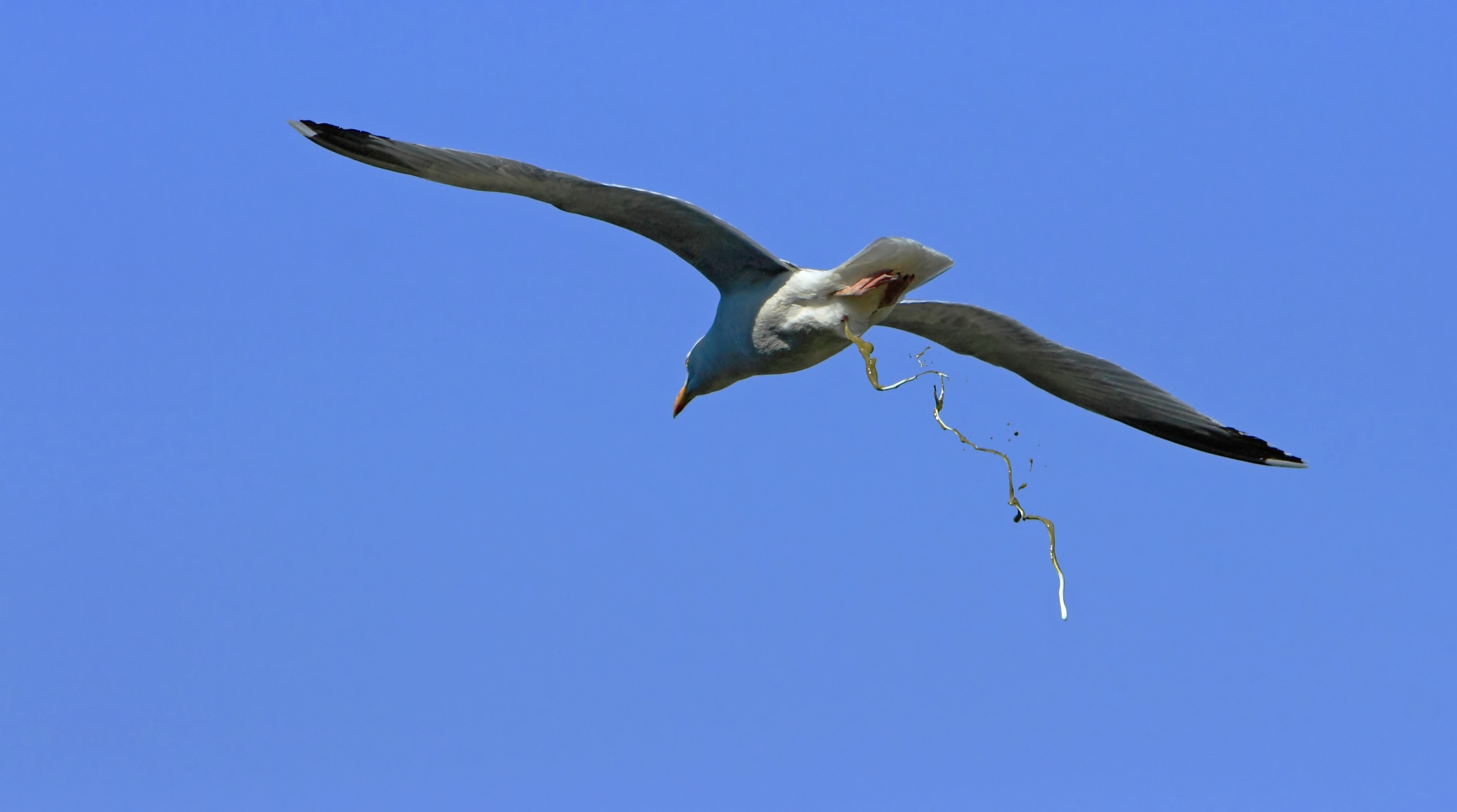
Möwe beim Abkoten

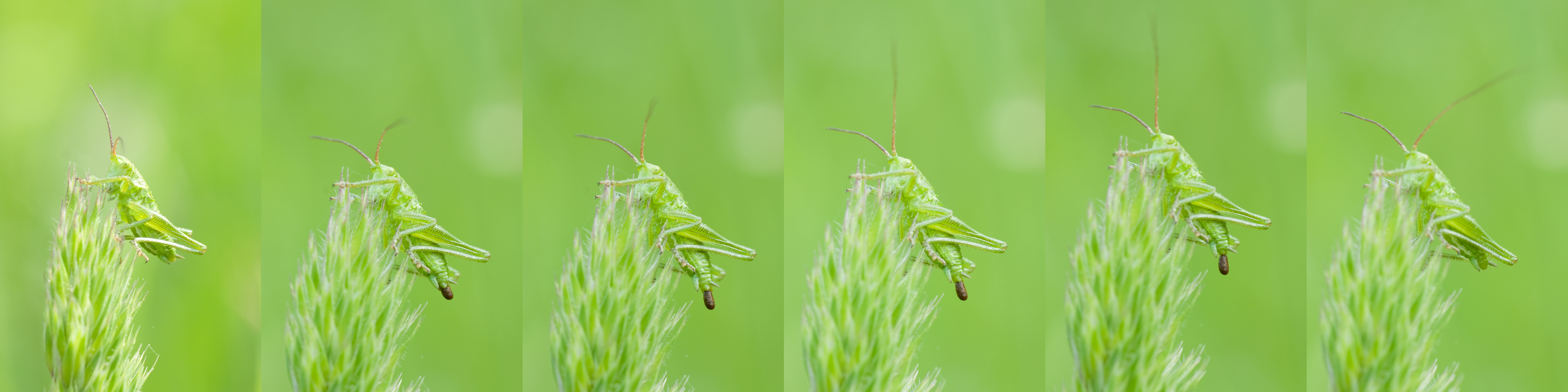
Collage einer Heupferdnymphe beim Abkoten

Kot – beim Menschen Stuhl, als Pluralwort fachsprachlich in der Medizin auch Fäzes oder Faeces [ˈfɛːtseːs]; lateinisch faeces (Plural von lat. faex = Bodensatz, Hefe), wohl im 19. Jahrhundert aus dem französischen Adjektiv fécal als Fäkalien ins Deutsche entlehnt – ist die Ausscheidung (Exkrement) des Darms oder der Kloake. Verschmutzung der Leibwäsche durch unabsichtlichen Stuhlaustritt (beispielsweise bei Flatulenz oder kindlicher Enkopresis) wird als Stuhlschmieren bezeichnet.
Der Kot setzt sich aus Wasser, Darmbakterien, abgeschilferten Zellen der Darmschleimhaut, Sekreten der Verdauungsdrüsen, nicht resorbierten Nahrungsbestandteilen sowie Gärungs- und Fäulnisprodukten zusammen. Bei Ausscheidung über die Kloake kommen zusätzlich noch die Produkte der Exkretion hinzu.

## Etymologie und Begriffsverwendungen
Das Wort Kot stammt vom althochdeutschen quāt aus dem 10./11. Jahrhundert, mittelhochdeutsch quāt, kāt und gewann in der mitteldeutschen Lautung quōt, kōt (11./12. Jh.), frühneuhochdeutsch Kot durch Martin Luther literatursprachliche Geltung. Alle Formen – auch in den slawischen Sprachen – gehen auf ie. *gu̯ēdh- zurück. Die Bedeutung „Straßenschmutz“ ist im Wort Kotflügel seit dem 19. Jahrhundert erhalten geblieben. Noch heute bezeichnet der Duden Kot als veraltend für „aufgeweichte Erde, schlammiger Schmutz auf einem Weg oder einer Straße“. Diese ursprüngliche Bedeutung wird noch in Österreich verwendet. Während die Bezeichnung Kotflügel heute noch im Gebrauch ist, wird etwa Kotbürste (für die – grobe – Schuhbürste) kaum mehr verwendet.

### Weitere Bezeichnungen
Vor allem bei Pflanzenfressern, insbesondere Huftieren, ist die Bezeichnung Dung, in der Jägersprache Losung, üblich. Hingegen ist Mist eine Mischung aus Einstreu und Dung bei der Stallhaltung von Pflanzenfressern. Ähnlich wie das Wort Kot hatte das Wort Dung ursprünglich eine andere Bedeutung; es bezeichnete zunächst die Abdeckung von halb in die Erde gegrabenen Vorrats- und Aufenthaltsräumen. Als Isolierung gegen Winterkälte erhielten diese eine Schicht aus Mist (vgl. Donk und das englischsprachige dungeon). Dung bezeichnet zudem vorwiegend natürliche Bodenzusätze – ähnlich dem Mist – zur Ertragssteigerung; daher auch Dünger.
Eine Bezeichnung für die Darmentleerung (Defäkation) beim Menschen ist der Stuhlgang. Diese Bezeichnung entstammt der Zeit, als man den sogenannten Leibstuhl (Toilettenstuhl) nutzte, einen Stuhl mit Öffnung in der Sitzfläche und darunter hängendem Topf oder Eimer. Seit dem 16. Jahrhundert ist Stuhlgang (von mittelhochdeutsch stuol-ganc, entstanden aus zuo stuol gân, zu Stuhl gehen) ein Ausdruck für das menschliche Koten. Auch die Redensarten „zu Stuhle kommen“ oder „zu Potte kommen“ haben diesen Ursprung, nämlich, einen langwierigen, mühseligen Prozess erfolgreich zum Abschluss bringen. Insbesondere, weil bei Kranken die wieder in Gang gekommene Darmtätigkeit meist als Zeichen der Besserung des Krankheitsverlaufs gewertet wird.
Die griechische Bezeichnung für Kot, Mist und Schmutz ist κόπρος kópros. Dies ist enthalten in Begriffen wie:
- Kopragogum, ein über die Steigerung der Peristaltik wirkendes Abführmittel
- Kopremesis, das Erbrechen von Kot. Ein seltenes, aber ernstes Symptom z. B. bei Darmverschluss.
- Koprolalie, dem (krankhaften) Gebrauch von vulgären Ausdrücken häufig aus der Fäkalsprache.
- Koprophagie, das Fressen von Kot. Es ist die artgerechte Nahrungs- oder Vitaminaufnahme, etwa bei verschiedenen Saprophyten, aber auch bei einigen Nagetieren und Hasenartigen in Form von Caecotrophie. Häufig ist es ein arttypisches Verhalten zur Sauberhaltung von Bruthöhlen der Säugetiere, beispielsweise Hunden. Auch tritt es als psychische Störung oder atypisch erlerntes Sexualverhalten bei koprophilen Menschen auf.
- Koprophilie, eine Paraphilie. Die sexuelle Erregung durch menschliche Fäkalien.
- Kopropraxie, obszöne Gesten als neurologisch-psychiatrisches Symptom beim Tourette-Syndrom.

Die wissenschaftliche Untersuchung der Fäzes wird als Koprologie oder Skatologie bezeichnet.
Scheiße und Kacke sind umgangssprachlich derbe Bezeichnungen für Kot, im gesamten deutschen Sprachraum auch als Schimpf- und Fluchwort verbreitet und werden im Allgemeinen als Interjektion, in adverbialen oder adjektivischen Bestimmungen verwendet. Daher stammt auch der Ausdruck Fäkalsprache. In denselben Zusammenhängen wird immer häufiger auch der entsprechende Anglizismus shit oder crap verwendet.

## Zusammensetzung
Kot besteht aus nicht resorbierten Anteilen der Nahrung, aus körpereigenen Substanzen sowie aus im Darm lebenden Mikroorganismen, der Darmflora. Erstere sind vor allem die unverdaulichen Ballaststoffe, aber auch unverdaute Reste wie Fette, Stärke, Bindegewebs- und Muskelfasern sowie jene Menge Wasser, die nicht in den oberen Dickdarmabschnitten resorbiert wurde.
An körpereigenen Substanzen sind abgestoßene Darmzellen, Rückstände von Verdauungsenzymen und Schleim enthalten. Die Gallenfarbstoffe Bilirubin und Biliverdin werden im Dickdarm von Bakterien zu Sterkobilin, Bilifuscin und Mesobilifuscin abgebaut und ergeben die charakteristische gelblichbraune bis dunkelbraune Farbe. Geringe Mengen der Gallensäuren selbst sowie des zum Schutz der Darmschleimhaut von der Gallenblase ausgeschiedenen Lecithins und anderer Phospholipide werden zusammen mit dem Kot ausgeschieden.
Der unangenehme Geruch des Kots von Allesfressern rührt von Indol und Skatol sowie von Alkanthiolen her. Diese entstehen bei der Verdauung von Proteinen. Auch Schwefelwasserstoff trägt zum Geruch bei; er wird beim Abbau der schwefelhaltigen Aminosäuren durch Fäulnisbakterien gebildet.
Die – teils abgestorbene – Darmflora macht beim Menschen etwa 20 bis 30 % der Gesamtmasse des Kots aus. Sie besteht ganz überwiegend aus Bakterien; daneben sind in geringer Menge Hefen (Candida) und andere einzellige Eukaryoten vorhanden.
Der Nachweis von Verunreinigung durch Fäzes erfolgt durch Fäkalindikatoren.

## Funktionen von Kot in Natur und Ökosystemen

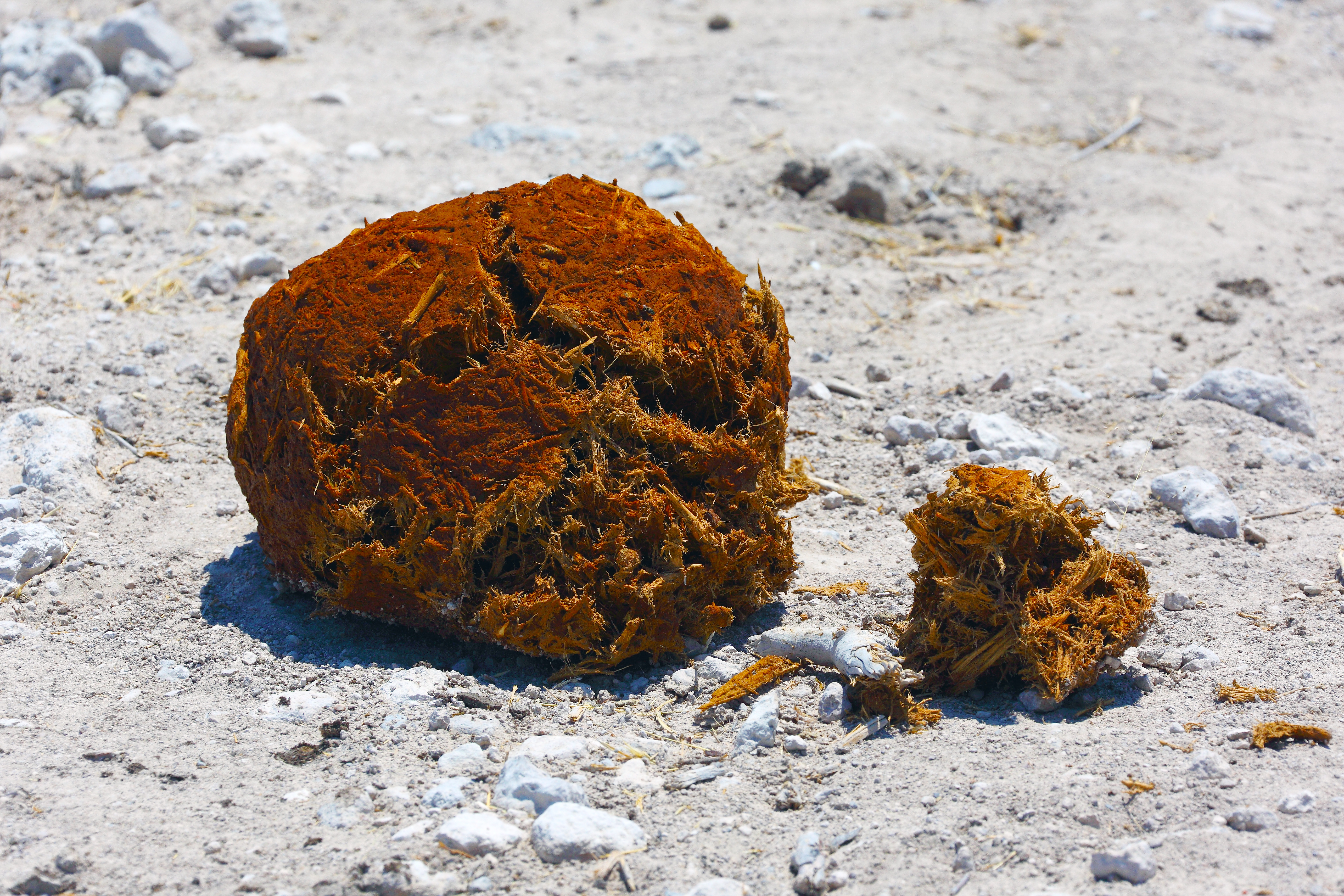
Elefanten produzieren täglich über 100 Kilogramm Kot

Kot hat in Ökosystemen durch die darin enthaltenen Mineralien und unverdauten Bestandteile eine wichtige Funktion. Ausgewachsene Elefanten setzen beispielsweise zwischen 120 und 180 Kilogramm Kot pro Tag ab, von dem zahlreiche andere Tiere, wie beispielsweise der Mistkäfer profitieren. Mittlerweile konnte wissenschaftlich belegt werden, dass ganze Nährstoffkreisläufe gestört werden, wenn weniger große Tiere für Fäkalien als Nahrungsgrundlage für andere Tiere und Dünger für Pflanzen sorgen.

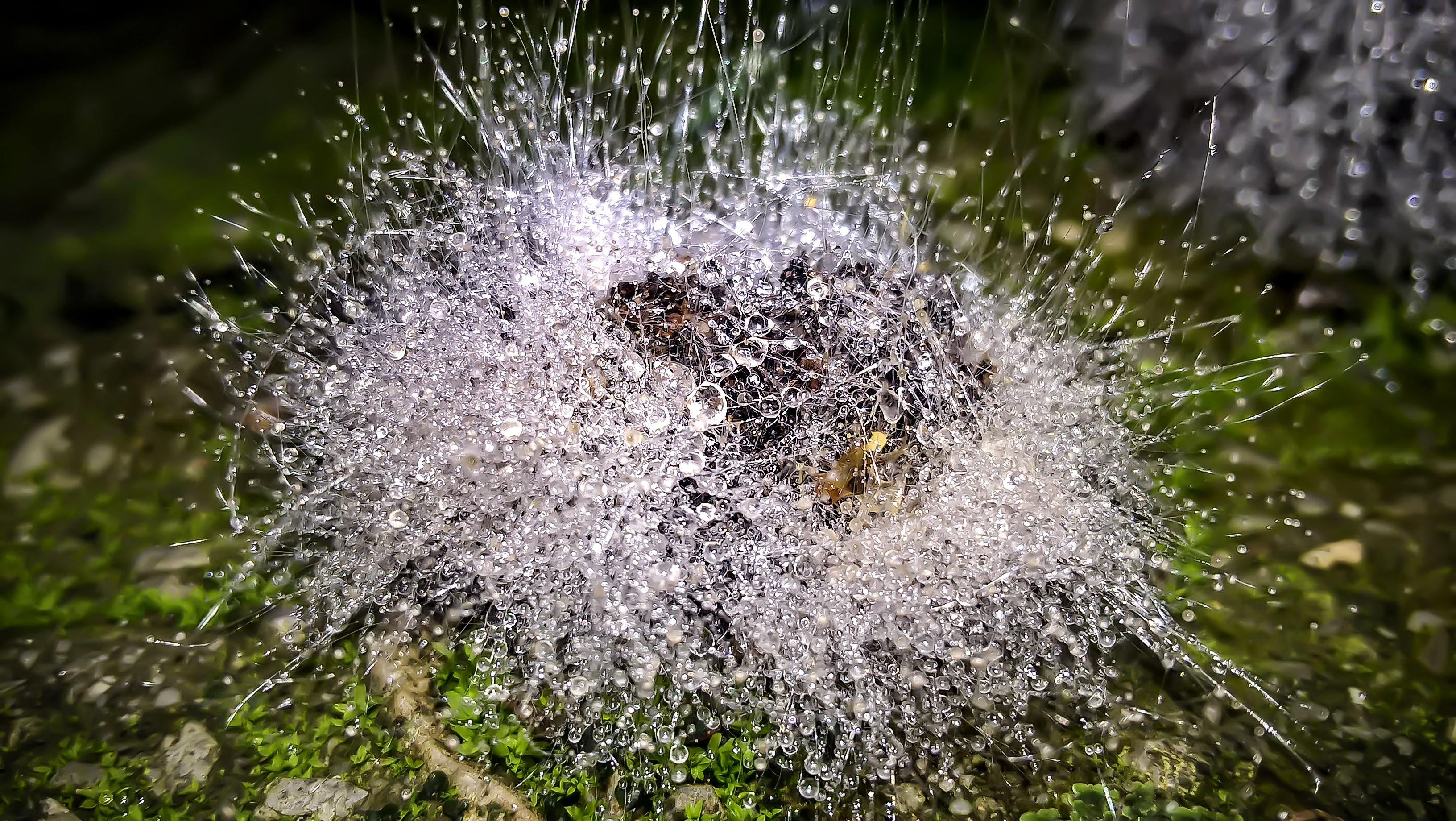
Helmlingsschimmel Spinellus fusiger auf Kot

In Deutschland können einzelne Dunghaufen grasender Weidetiere (wie Rind, Pferd, oder Büffel) mehrere 1.000 Insekten und mehrere 10.000 Raubmilben enthalten und sind somit ein wichtiger Teil des Ökosystems. Der Dung entwurmter Weidetiere ist jedoch eine ökologische Sackgasse, da Eier und Larven durch die im Dung enthaltenen Chemikalien absterben.

### Als Nahrungsgrundlage für andere Arten

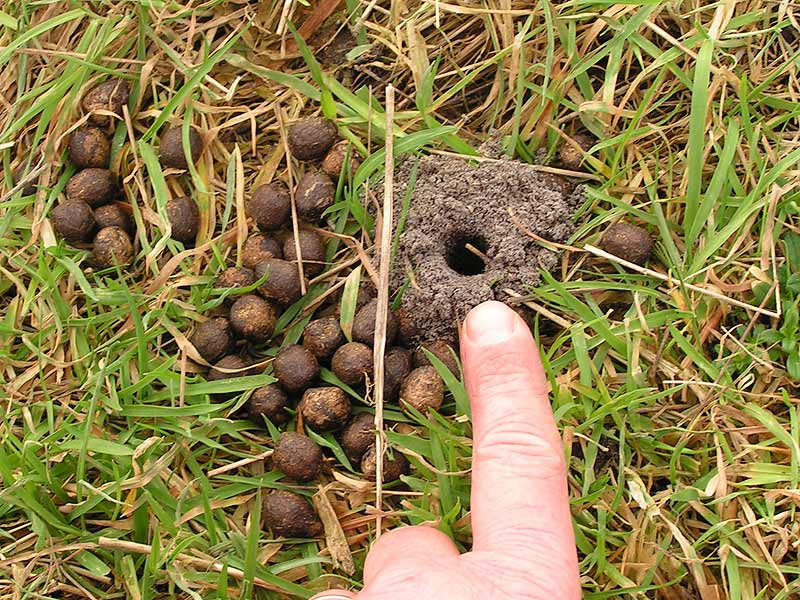
Der Stierkäfer ernährt sich vom Dung von Wiederkäuern

An Land dient Kot unter anderem Schimmelpilzen und Milben als Nahrung. Bei der Zersetzung durch die Pilze wird aus organischen Stickstoff- oder Ammoniumverbindungen Nitrat frei, das Pflanzen neben den anderen Mineralien als Dünger dient. Es gibt auch hochspezialisierte, „koprophile“ Pilze, aus der Familie der Ascobolaceae, die mittlerweile sehr selten geworden sind, da sie auf den Kot bestimmter Großtiere angewiesen sind.
Im Meer ist insbesondere der Kot von Walen von großer ökologischer Bedeutung, da er als Nahrungsgrundlage für das Phytoplankton dient. Da insbesondere die Bestände der Großwale durch Bejagung stark dezimiert wurden, arbeiten Forscher mittlerweile an der Herstellung von künstlichem Walkot, der die wichtige Funktion im Ökosystem übernehmen kann.
Nagetiere und Hasenartige sind Pflanzenfresser, die nicht über die Fähigkeit des Wiederkäuens verfügen. Sie scheiden die Nahrung in Form weicher Kotpillen, dem Blinddarmkot aus und schlucken sie danach direkt wieder, um die im Dickdarm freigesetzten Nährstoffe aufnehmen zu können. Dies ist eine Form von Koprophagie. Pferde sind ebenfalls keine Wiederkäuer: Sie scheiden deswegen eine große Menge Pferdeäpfel aus, je nach Fütterung alle 30 bis 120 Minuten. Die Gesamtmenge kann bis zu 50 kg pro Tag betragen.
Mistkäfer, wie Stierkäfer, Pillendreher, aber auch Käfer aus der Familie der Dungkäfer und Blatthornkäfer, nutzen den Kot von Wiederkäuern sowohl als Nahrung als auch als Kinderstube für ihre Larven. Chemische Verunreinigungen durch Medikamentenrückstände, die auch prophylaktisch (beispielsweise zur Entwurmung) von Nutztieren verabreicht werden, führen zu einem Absterben der Käferlarven. Einige der dungbewohnenden Käfer stehen daher mittlerweile auf der Roten Liste gefährdeter Arten, zumal indirekt auch zahlreiche Stutzkäfer und Kurzflügler betroffen sind, die sich von den Larven der kotbewohnenden Käfer ernähren.

### Kot als Mittel zur Verbreitung bei Pflanzen
Über Endochorie, auch Verdauungsausbreitung genannt, nutzen Pflanzen wie die Vogelbeere Tiere, um ihre Samen über deren Kot zu verbreiten. Die Ausbreitung über Vögel wird auch als Ornithochorie bezeichnet. Solche Samen haben eine Schutzschicht, die es ihnen ermöglicht, die Verdauung unbeschadet zu überstehen.
Einige Arten, wie der Afrikanische Affenbrotbaum (Adansonia digitata) benötigen als Voraussetzung für die Keimung hohe Temperaturen, die beispielsweise im Darm von Elefanten gewährleistet sind.

### Zur Abwehr von Feinden
Manche Vögel bespritzen ihre Feinde zur Abwehr mit ihrem dünnflüssigen Kot, hierzu zählen neben der Schleiereule auch der Wiedehopf. Die Wacholderdrossel reagiert auf Angriffe möglicher Nesträuber, indem sie, selbst fliegende Feinde gezielt mit Kot bespritzt. Getroffene Feinde ergreifen in der Regel die Flucht, das Verkleben ihres Gefieders kann jedoch sogar zum Tod der Angreifer führen.
Einige Schlangen, wie die Ringelnatter nutzen übel riechenden Kot zur Abwehr von Feinden, wenn sie sich bedroht fühlen.
Auch Insekten nutzen Kot zu ihrer Verteidigung; dieses Verhalten wurde unter anderem bei Östlichen Honigbienen beobachtet, die den Eingang zu ihrem Stock mit Fäkalien beschichten, um sich gegen mögliche Angriffe durch Asiatische Riesenhornissen zu schützen.

### Zur Markierung des Reviers
Zur Markierung ihres Reviers nutzen viele Tierarten Duftmarken in Form von Kot oder Urin. Hierzu zählen unter anderem Wölfe und Raubvögel wie der Uhu.
Doch auch Haustiere wie Hunde und Katzen neigen mitunter dazu (aus menschlicher Sicht) „ungeeignete“ Orte für ihr Geschäft zu wählen, wie zahlreiche Einträge in Internetforen belegen.

Bilder der Faeces verschiedener Säugetierspezies
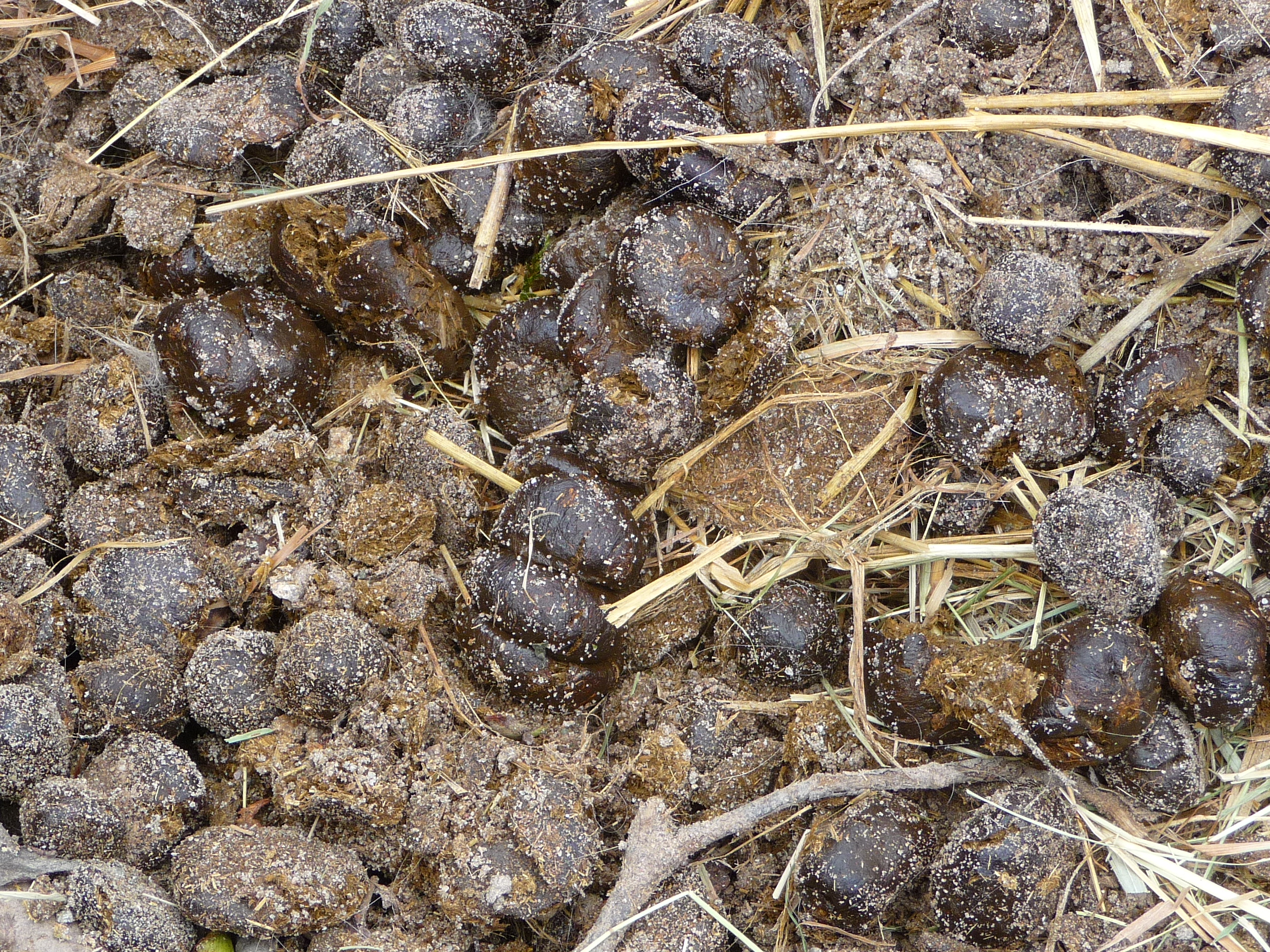
Dung von Trampeltieren
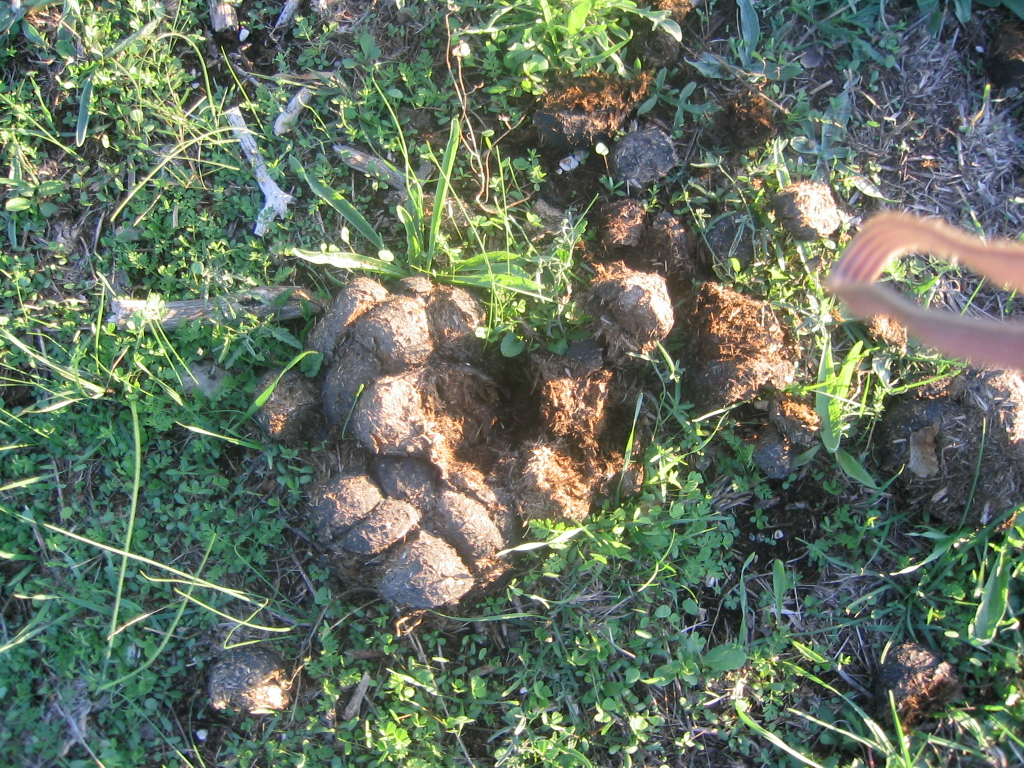
Maulesel
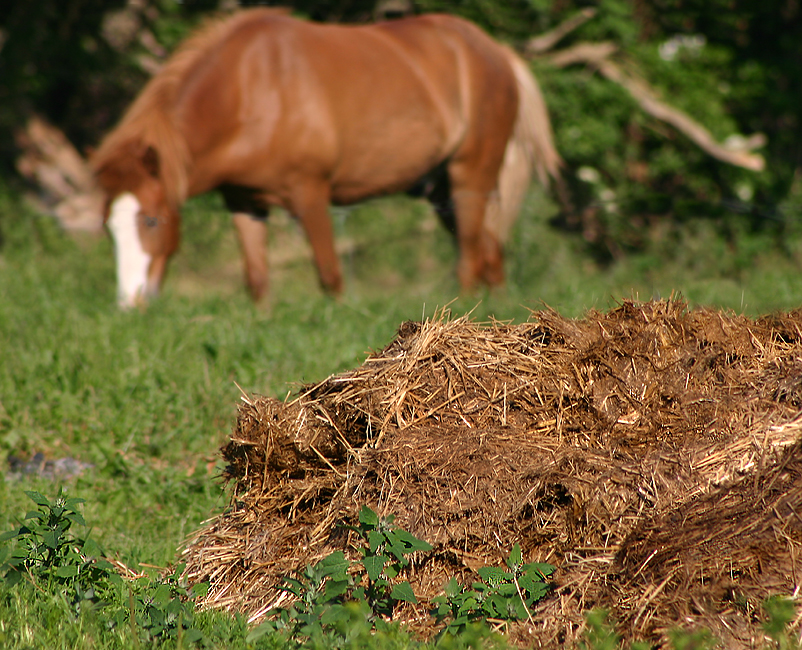
Pferdemist
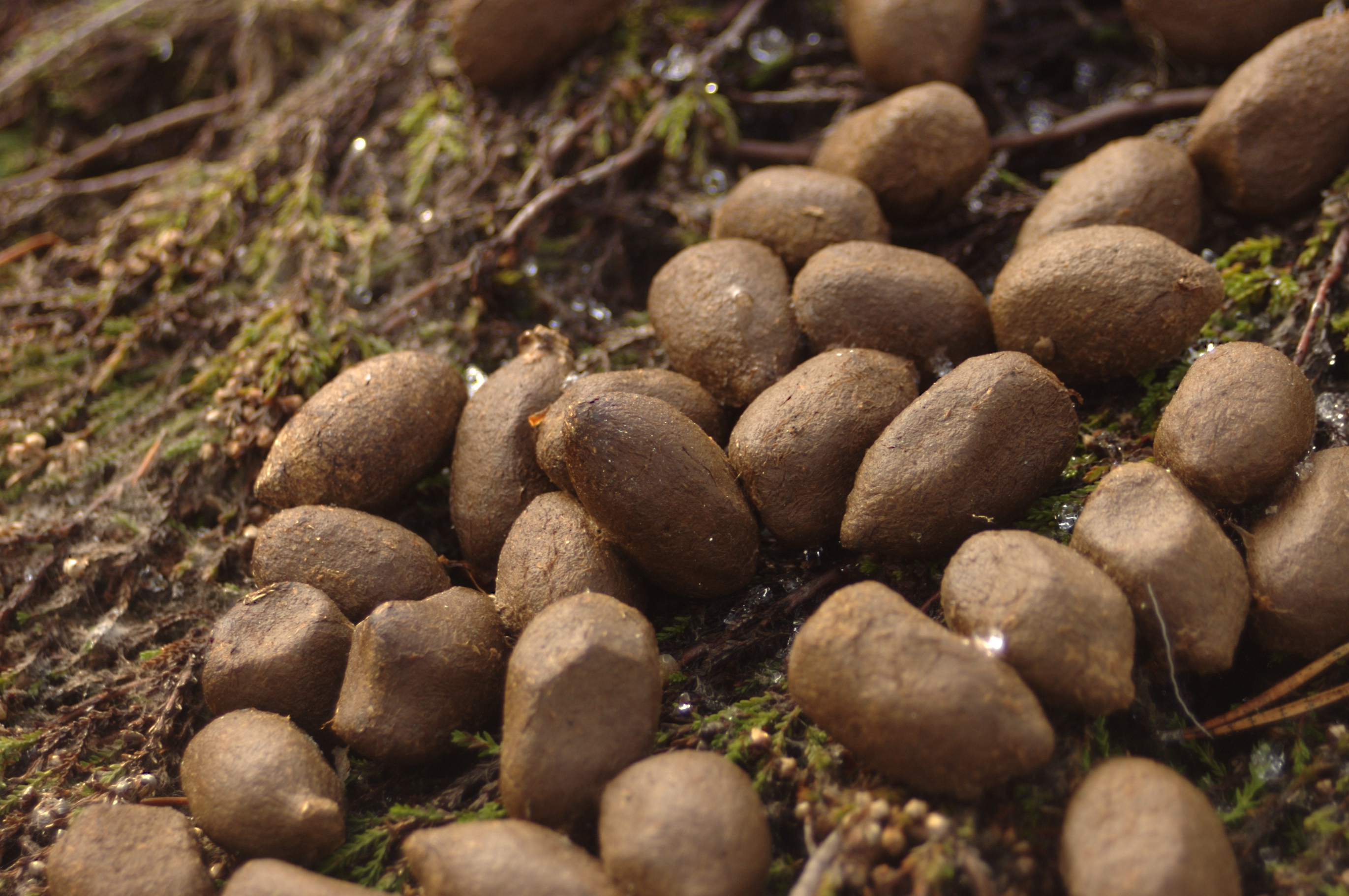
Dung des Elches
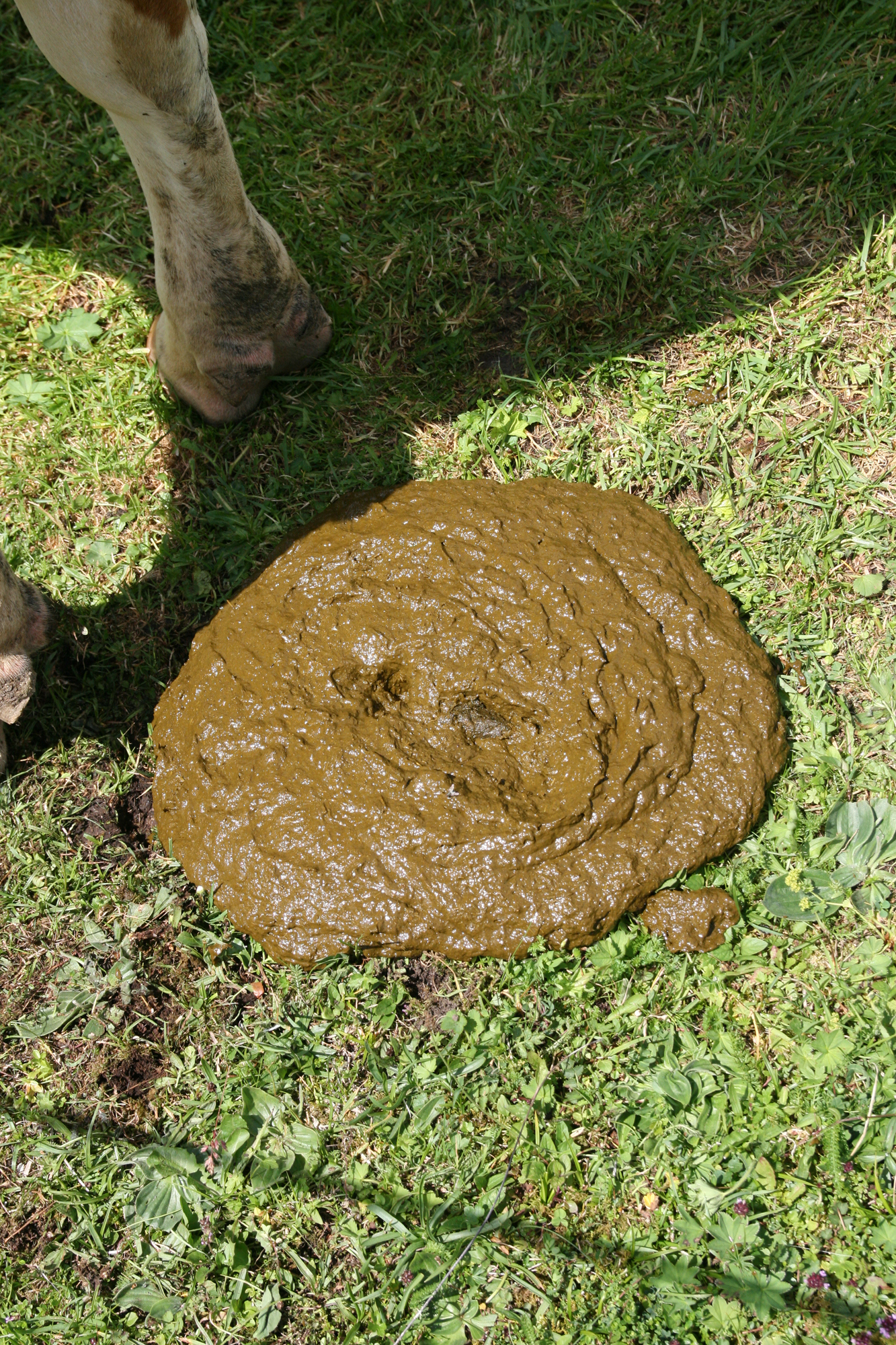
Kuhfladen
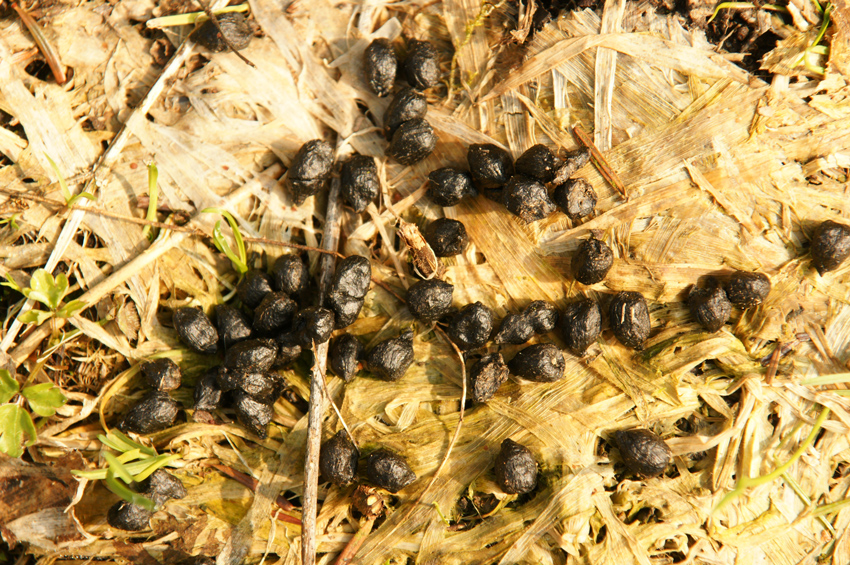
Rehlosung
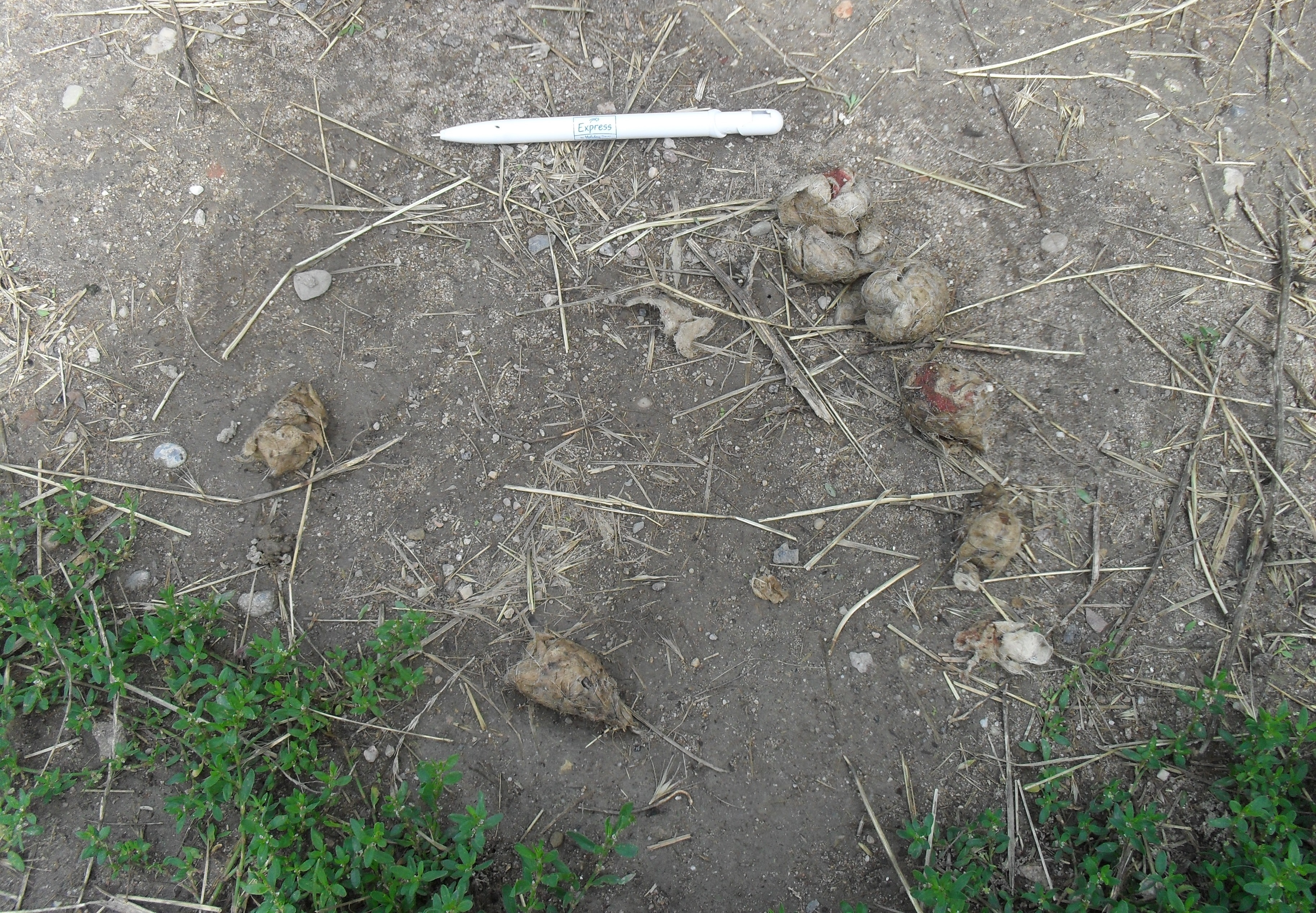
Wolfslosung mit Haaren der Beutetiere
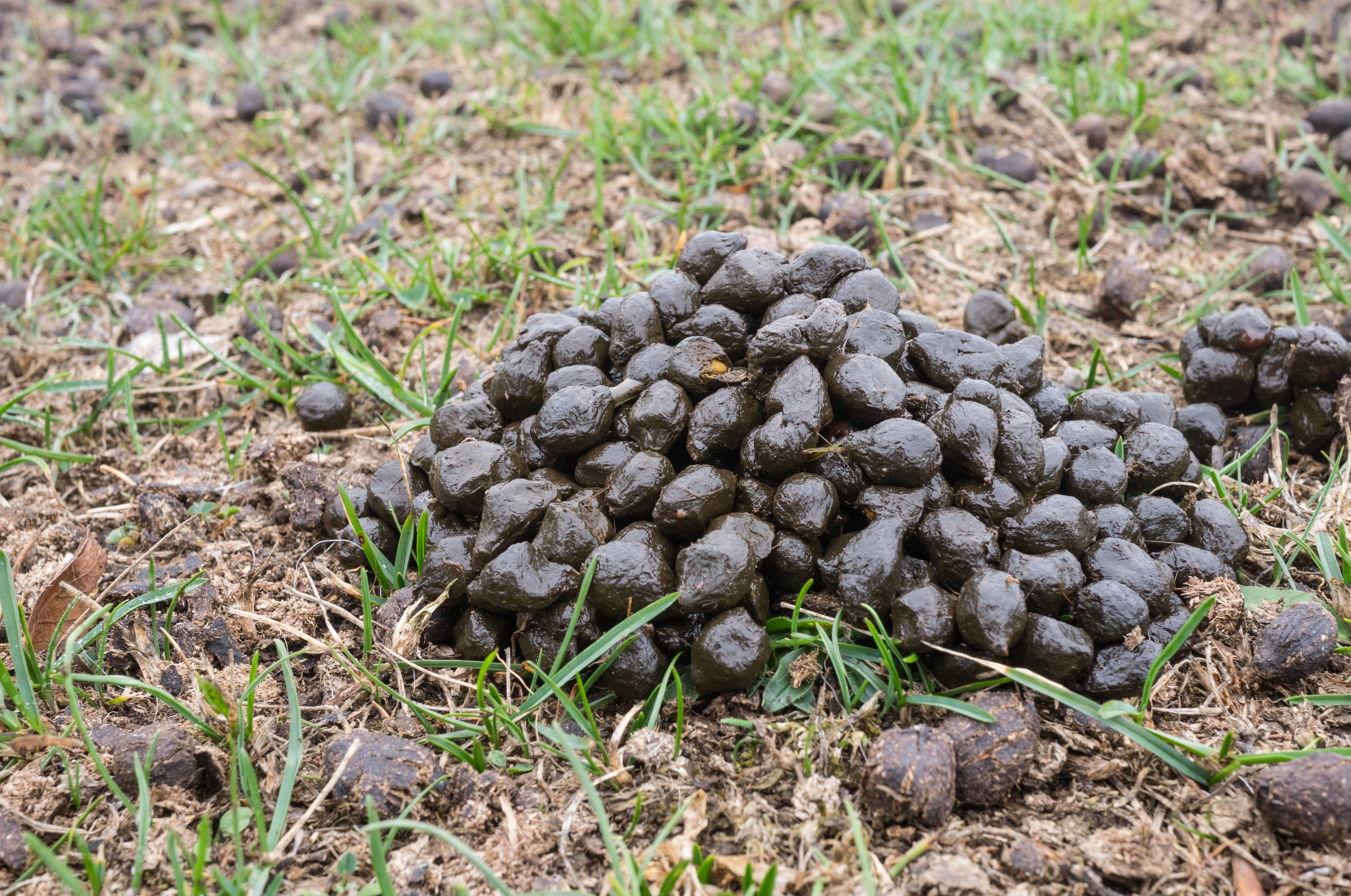
Schafskot

Ausscheidungen weiterer Tierarten
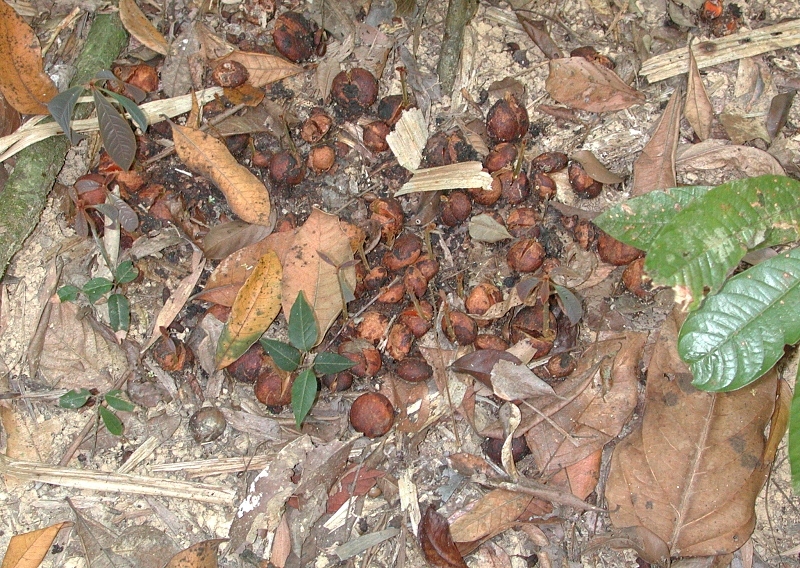
Kasuar (Laufvogel)
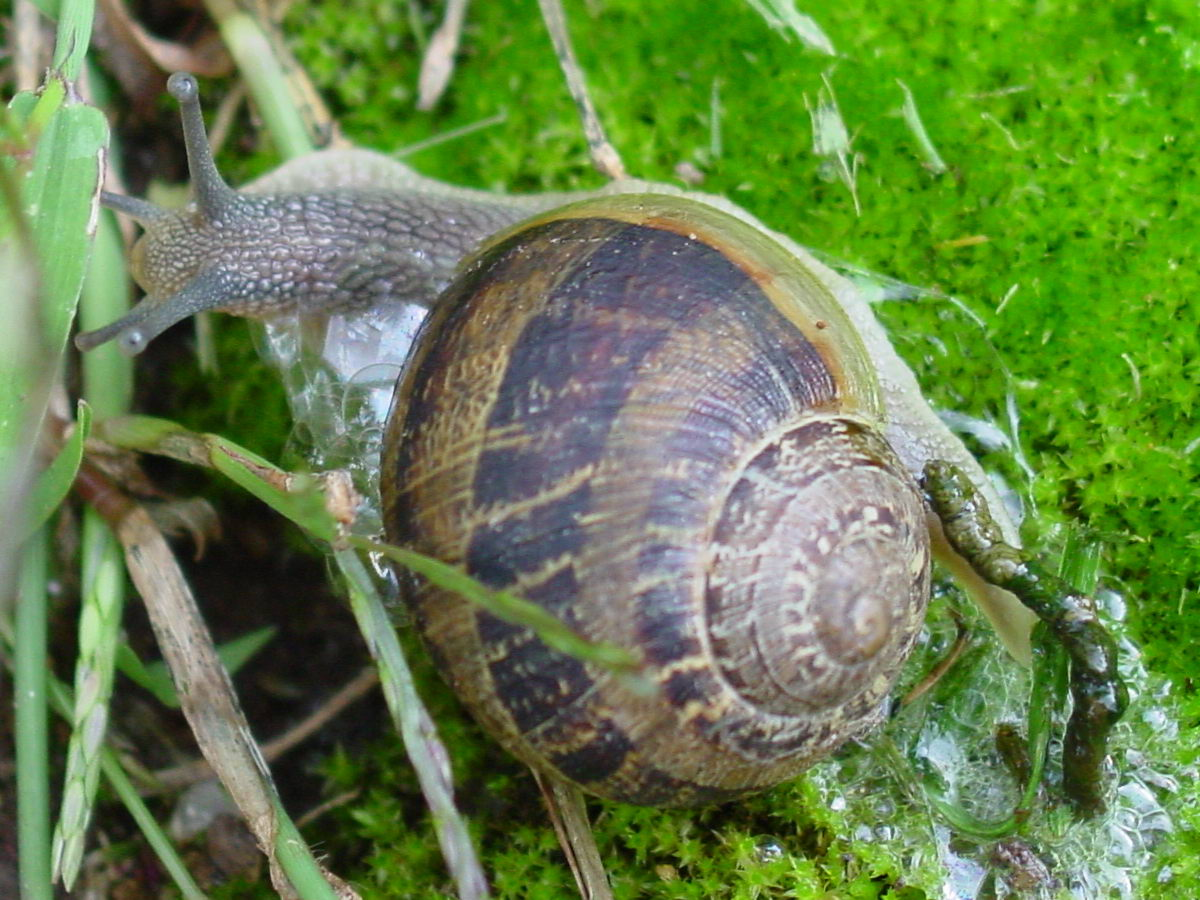
Schnecke
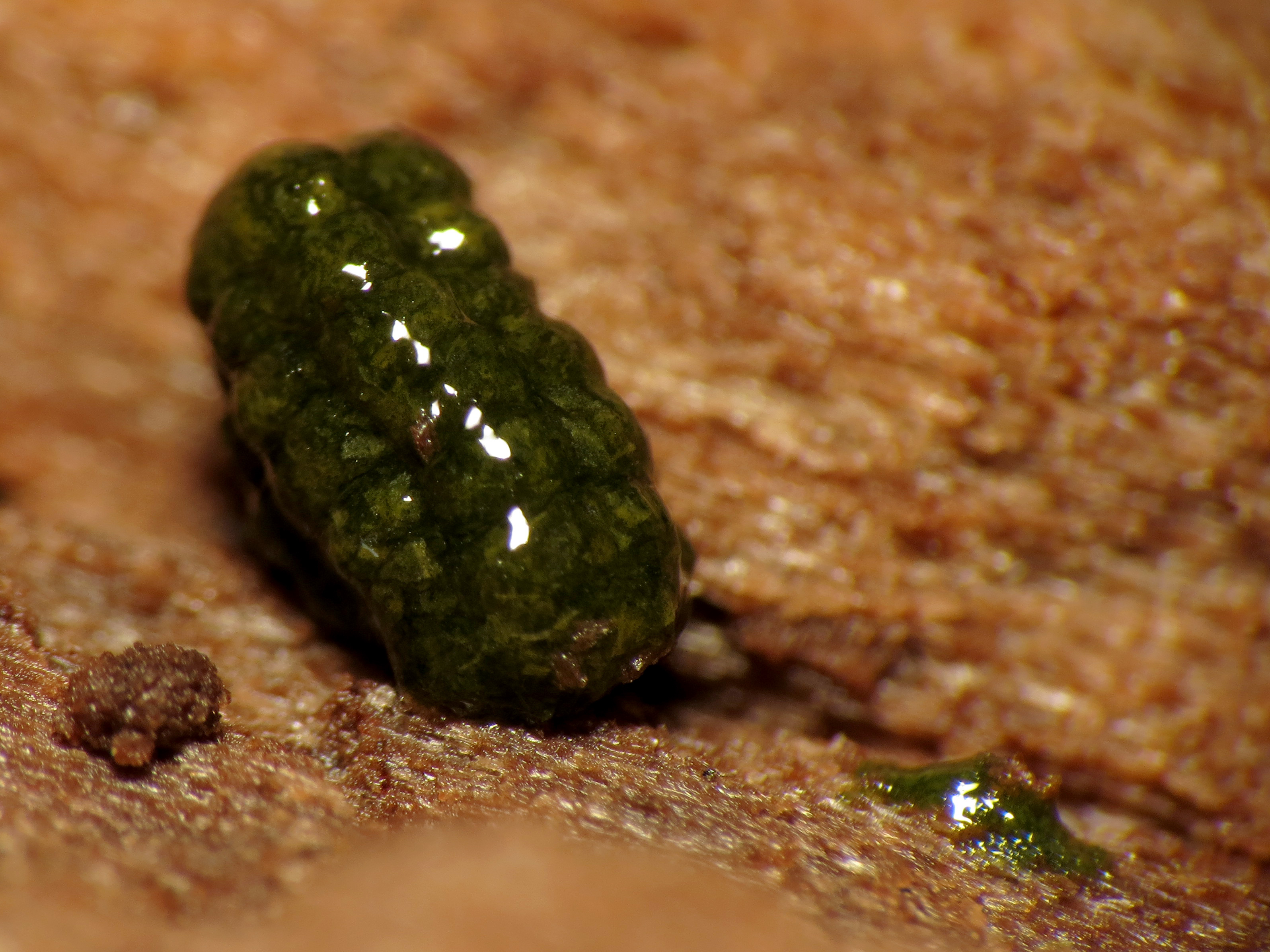
Ausscheidung einer Raupe
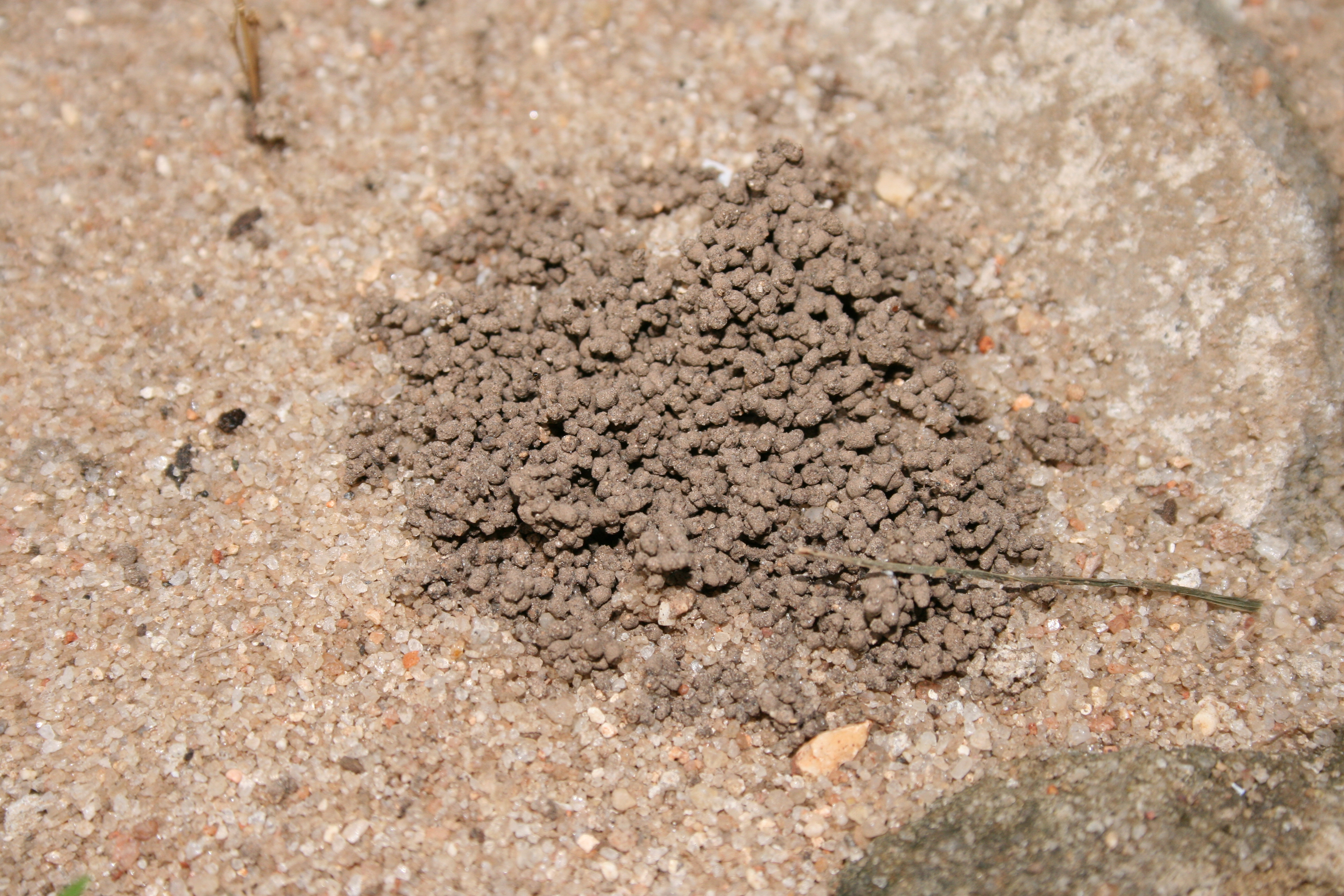
Regenwurm
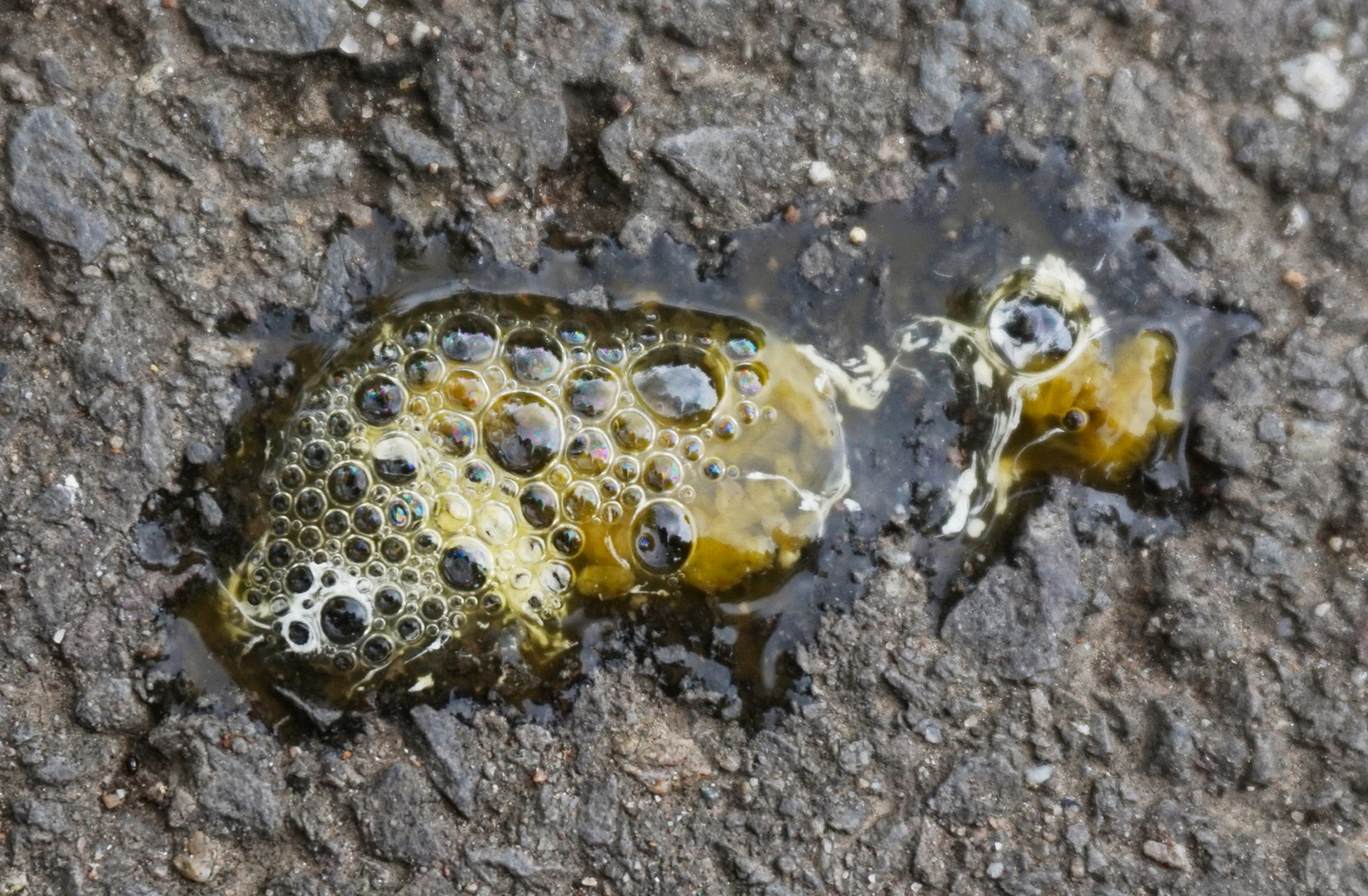
Vogelkot
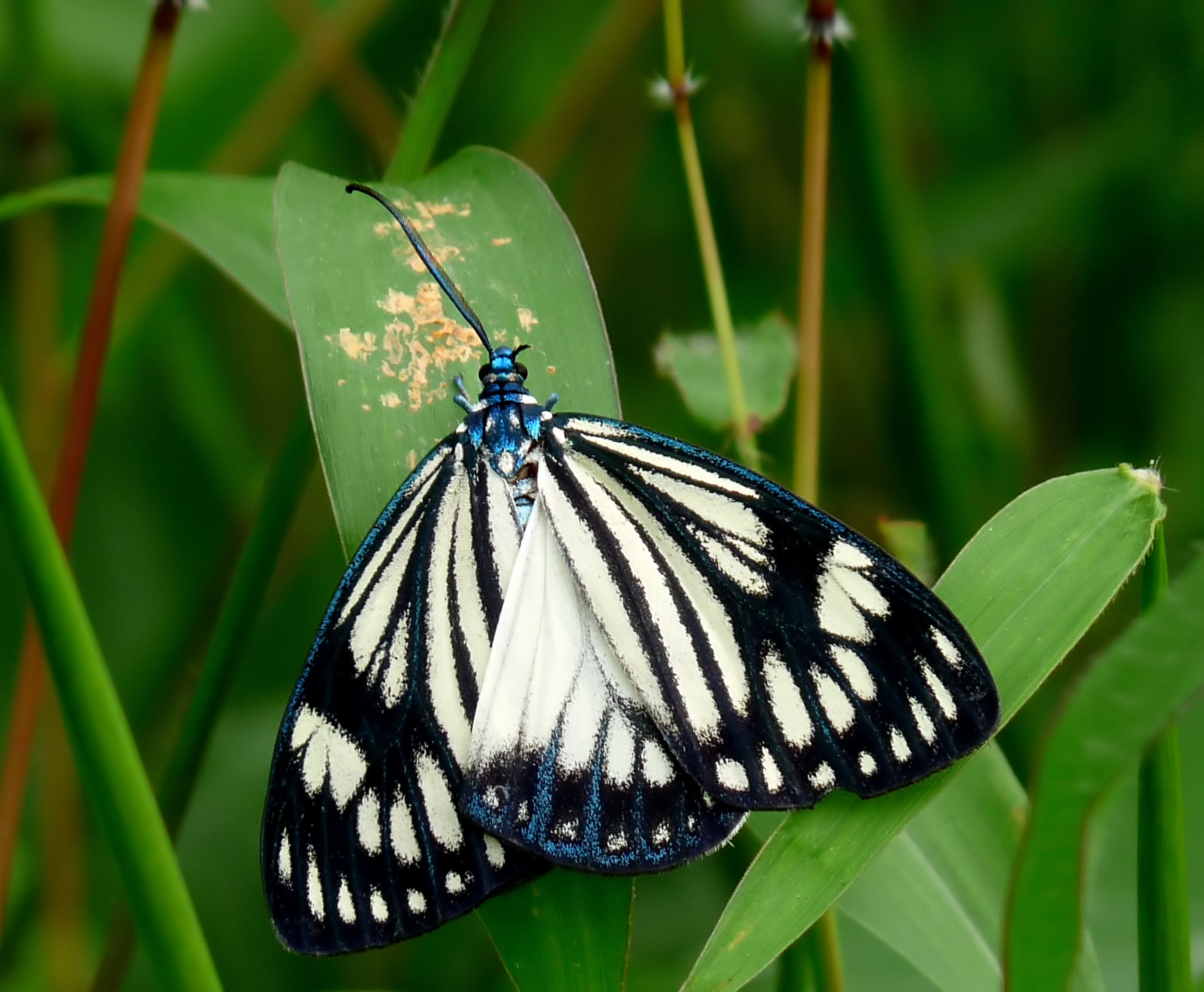
Ein Widderchen frisst Vogelkot

## Nutzung durch den Menschen

### Als Düngemittel
Kot wird als natürlicher Dünger eingesetzt. Dies gilt in der Landwirtschaft insbesondere für Mist (Dung aus Ställen mit einem Bindemedium, oft Stroh, Sägespäne, Hanfhäcksel und Heu) und Gülle (Flüssigkeit bestehend aus Kot und Urin). Guano (Vogelkot) war im 19. Jahrhundert ein beliebter Dünger, der in großen Mengen auf vogelreichen Inseln gesammelt und verschifft wurde.
In der Vergangenheit wurden Fäkalien in sogenannten Goldeimern gegen Entgelt gesammelt und zentral in Fabriken mithilfe von Schwefelsäure zu einem Dünger weiterverarbeitet. Berichten aus dem Jahr 2022 zufolge wird diese Praxis in Nordkorea noch in großem Stil in ähnlicher Form genutzt.

### Als Baustoff
Im Lehmbau kann neben Kalk auch Dung dem Lehm zugesetzt werden, um die Materialeigenschaften des Lehms zu verbessern. Pferdemist enthält einen hohen Anteil an unverrottbaren Faserstoffen.
In Australien wird unter der Leitung der RMIT University erforscht, wie menschliche Exkremente anteilig als Baustoff eingesetzt werden können. Bereits bei Verwendung von 15 Prozent Klärdünger bei der Herstellung von Mauerziegeln ist die CO2-Bilanz deutlich günstiger. Im Vergleich zu klassischen Lehmziegeln wird zudem weniger Ton benötigt. Das so entstandenen Produkt hatte zudem eine höhere Porosität und somit bessere Eigenschaften als Isolierstoff als die Vergleichsziegel.

### Als Brennstoff

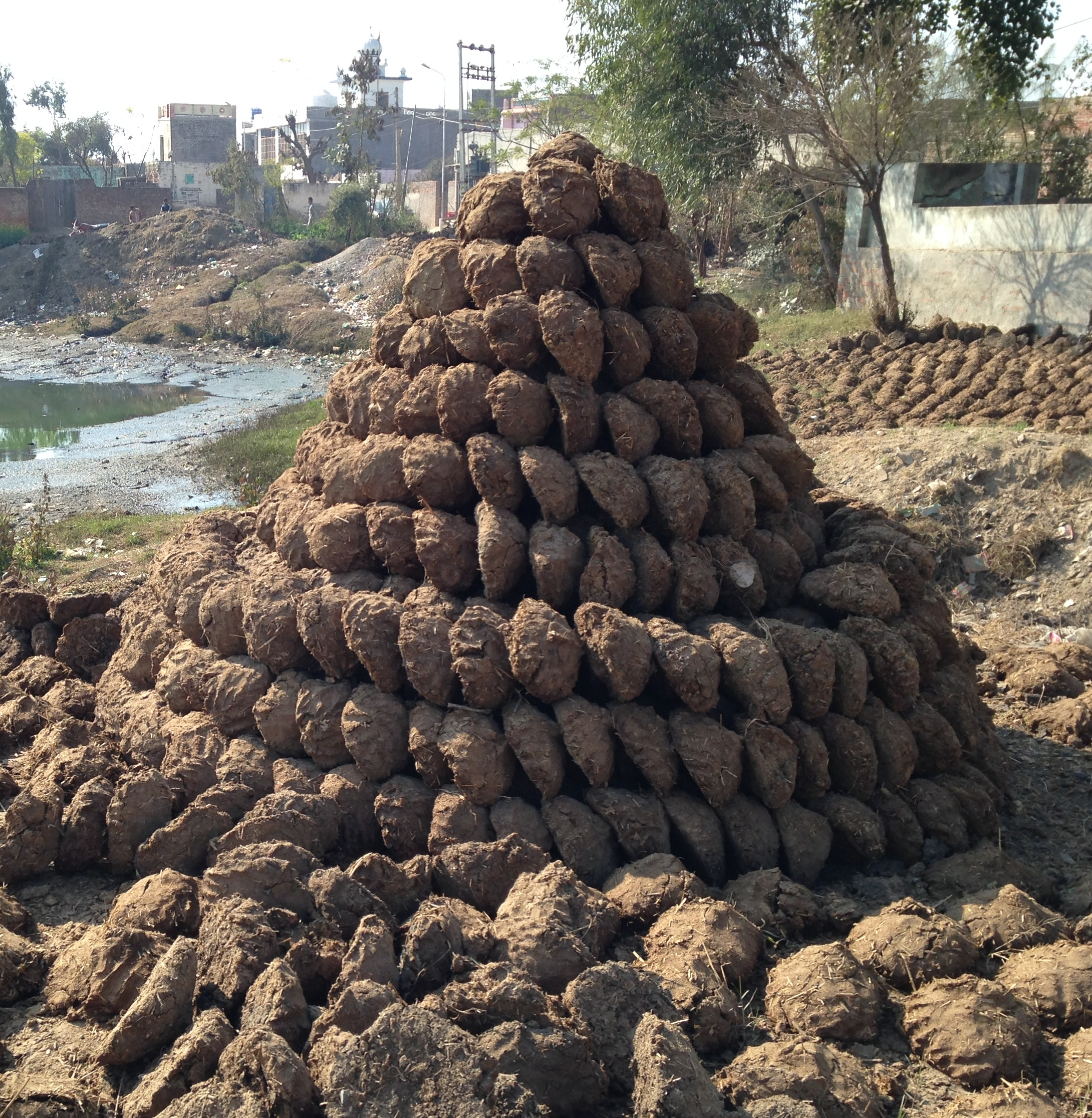
Zu Dung Cakes geformter Kuhdung dient in Indien als Brennstoff

Getrockneter Dung bestimmter Tierarten kann nach Trocknung als Brennstoff verwendet werden. So wird beispielsweise in Indien vor allem Kuhdung, in Wüstengegenden besonders Kameldung und in anderen Gegenden selbst Elefantendung als Ersatz für Holz verwendet.
Studien, die in der Mongolei durchgeführt wurden, ergaben, dass rund ein Drittel der Energie, die zum Kochen und Heizen erzeugt wurde, in den untersuchten Gebieten, mittels getrocknetem Tierkot (in Form von dung cakes) erzeugt wird.
Weitere Aspekte, mit denen sich die Forschung im Zusammenhang mit Kot als Brennstoff beschäftigt, sind gesundheitliche Aspekte, wie die Auswirkungen auf die Raumluftqualität, beim Einsatz im Wohnbereich und der möglichen Rolle, bei der Verbreitung von Krankheitserregern.

## Medizinische Bedeutung
Im Alten Ägypten ist im Papyrus Ebers die Wundbehandlung unter Verwendung von Menschenkot als Bestandteil eines Arzneipflasters belegt. Im Spätmittelalter fanden, so bei Heinrich von Pfalzpaint, unter anderem Schweine- und Eselskot als Rezeptbestandteil bei der Blutstillung Verwendung. Im 18. Jahrhundert nennt Paullini die Anwendung von Menschenkot bei Wundschwellungen.
Die Untersuchung der Fäzes auf verstecktes oder okkultes Blut (vorwiegend als Guajakbasierter Test) ist eine wichtige Früherkennungsmaßnahme in der Darmkrebs-Vorsorge.
Auch können unter anderem die folgenden Erreger in einer Stuhluntersuchung nachgewiesen oder durch Kot übertragen werden (Schmierinfektion):
- Hepatitis A und Hepatitis E
- Salmonellen und Shigellen
- Yersinia enterocolitica
- Campylobacter
- Aeromonas
- Candida / Candida albicans (potentiell pathogener Hefepilz)
- Enterohämorrhagische Escherichia coli
- Kryptosporidien
- Bandwürmer
- Hakenwürmer
- Madenwürmer
- Spulwürmer
- Toxoplasmose kann durch Katzenkot von Hauskatzen auf den Menschen übertragen werden.

Seit kurzem ist es durch den Nachweis von Calprotectin (einem calciumbindenden Protein) in den Fäzes möglich, Entzündungen der Darmschleimhaut nachzuweisen. Diese Laboruntersuchung wird unter anderem zur Erkennung und zur Verlaufskontrolle von Colitis ulcerosa und Morbus Crohn verwendet.
Im Stuhl können vom Körper aufgenommene (inkorporierte) giftige oder radioaktive Substanzen wie z. B. Blei, Cadmium, Polonium oder Uran nachgewiesen werden.
Unter den Parasiten sind viele Bandwürmer für die Vermehrung über einen Wirtswechsel auf die Ausscheidung von Bandwurmgliedern angewiesen.
Bei der Schlachtung von Nutztieren sind Kot und Fleisch strikt zu trennen, wegen der zahlreichen über Kot übertragbaren Krankheiten.
Das Pica-Syndrom, auch Picazismus, ist eine seltene Form der Essstörung. Dabei nehmen Menschen ungenießbare und als ekelerregend angesehene Dinge zu sich, darunter auch Kot.
Durchfall (Diarrhö), Blut und Schleim im Stuhl sind oft Anzeichen einer ernsten Erkrankung. Eine Liste solcher Krankheiten findet sich im Artikel Durchfall.
Kotstein ist ein meist im Blinddarm entstehendes steinhartes Gebilde aus Kot, Schleim und Phosphaten.

Übersicht über den menschlichen Magen-Darm-Kanal

### Kottransplantation
Die fäkale Mikrobiota-Transplantation (FMT), auch Mikrobiota- oder Mikrobiom-Transfer, erfolgt durch Einbringen einer (untersuchten) Stuhlspende in den Verdauungstrakt eines Empfängers. Sie ist in Deutschland mit Stand 2022 noch kein zugelassenes Therapieverfahren, sondern ein sogenannter individueller Heilversuch.
Auch der Eigentransfer kommt vor, um etwa nach einer anderen Therapie das körpereigene Mikrobiom wieder auf Basis des zuvor vorhandenen aufzubauen.

### Entstehen des Darm-Mikrobioms
Bei einer natürlichen Geburt durch den Geburtskanal der Mutter kommt das Neugeborene zwangsläufig in Kontakt mit Bakterien der Vaginal-, Haut-, und auch einer Spur der Darmflora. Enger Körperkontakt fördert weiterhin den Austausch.

## Transport der Fäzes
Die Fäzes werden nicht kontinuierlich weiterbewegt, um sie der Stuhlentleerung (Defäkation) zuzuführen. Teile des Dickdarms können sich den vorhandenen Stuhlmengen anpassen, was als Akkommodation bezeichnet wird. Mittels einer rückwärts gerichteten sog. retrograden Peristaltik des Colon transversums (des längsverlaufenden Dickdarmschenkels), das hier eine sog. Schrittmacherfunktion besitzt, kann Stuhl im aufsteigenden Dickdarm (Colon ascendens) und Blinddarm (Caecum) zurückgehalten und gespeichert werden.
Im Normalfall kommt es nur zwei- bis dreimal pro Tag zu einer analwärts gerichteten Peristaltik, die im Sinne einer sogenannten Massenbewegung eine Füllung des Rektums bewirkt und damit den Stuhlreflex auslöst. Wird dieser willentlich unterdrückt, kann auch das Rektum akkommodieren und als Stuhlspeicher dienen.

## Altertumswissenschaftliche Bedeutung
Erhaltene Kotreste können wichtige wissenschaftliche Quellen zur Rekonstruktion von Ernährungsgewohnheiten und dem gesundheitlichen Status historischer Individuen werden, die sich aus anderen Quellen wie erhaltenen Leichen, Abfallgruben oder Lebensmittelresten nur unzureichend erschließen lassen. So ließen sich aus der Analysen von erhaltenem Kot (Koprolithen) aus dem historischen Salzbergwerk Hallein (Dürnberg) viele Erkenntnisse zur Ernährung und Parasitenbefall der dort seit 600 v. Chr. arbeitenden hallstattzeitlichen Bergleute gewinnen. Die Analyseergebnisse ermöglichten es, einzelne Gerichte nachzuvollziehen, was in Kombination mit den Grabungsergebnissen des zum dortigen Siedlung gehörenden Gräberfelds weitreichende Rückschlüsse über Sozialstrukturen, sowie Migrations- und Wirtschaftsbeziehungen zuließ.
2002/2003 wurde in einer der Paisley-Höhlen des Bundesstaates Oregon in den Vereinigten Staaten nach Forscherangaben 14.300 Jahre alter Menschenkot gefunden. Der Fund gilt als älteste bekannte menschliche Spur in Amerika und führte zu der Erkenntnis, dass Menschen dort bereits 1000 Jahre früher lebten, als bis dahin angenommen wurde.

## Kot und Sexualität
Sigmund Freud unterschied in seiner Triebtheorie eine anale Phase, in der das Kind aus der Kontrolle seiner Exkremente Befriedigung bezieht (vgl. Infantile Sexualität). Das psychologische Problem, menschliche Fäkalien aus dem unmittelbaren Wahrnehmungsfeld zu verdrängen, wurde mit der zunehmenden Verdichtung der Wohnbevölkerung während der Industrialisierung zu einem kollektiven Problem der Gesellschaft. In modernen Gesellschaften kam es deshalb zu einer immer stärker koordinieren Beseitigung menschlicher Fäkalien, an dem sich Akteure aus Politik, Recht, Wissenschaft und Technik auf unterschiedliche Art und Weise beteiligten. In Europa gehörte etwa die Stadt Hamburg, die im Jahr des Großen Brandes von 1842 mit dem Bau eines modernen Kanalisationssystems begannen in dieser Hinsicht zu den Vorreiterinne. In London wurde ein ähnliches Bauvorhaben im sogenannten «Jahr des großen Gestanks» (1858) final beschlossen. Auch in der Nachkriegszeit des 20. Jahrhunderts wurde vielerorts der Wunsch nach einem gesteigerten Koordinationsaufwand in der Abwasserreinigung formuliert. In der Schweiz wurde in den 1950er-Jahren deshalb ein Gewässerschutzartikel in die Bundesverfassung geschrieben, wodurch die Kontrolle menschlicher Exkremente explizit zum Gegenstand des Gesellschaftsvertrags wurde. Trotz der rechtlichen Verankerung bekam man das Problem in der Schweiz aber erst durch den subventionierten Bau von kommunalen Kläranlagen in den 1960er- und 1970er-Jahre in den Griff. Die psychoanalytische Verbindung von Kot und Sexualität im Rahmen der infantilen Sexualität rutscht nach deren Überwindung in der Regel aus dem Feld des Sexuellen heraus und integriert sich in die gesellschaftliche Kulturproduktion. Diese findet in den technisierten Gesellschaften der Moderne immer stärker in und mit der Entwicklung und Anwendung von Technologie statt. Die Kanalisationssysteme des 19. Jahrhunderts und der Kläranlagenboom des 20. Jahrhunderts können dafür anschauliche Beispiele sein.
Diese an Freunds Kulturbegriff anschließenden Überlegungen schließen nicht aus, dass Kot auch in der Sexualität erwachsener Individuen vorkommt. Im Zuge der Liberalisierungstendenzen individueller Sexualität wurde die sexuelle Vorliebe für Kot vermehrt mit dem Begriff der Koprophilie diskutiert. Im Bereich des sog. Kliniksex spielt Kot im Zusammenhang mit Klistieren eine Rolle, da hier die Ausscheidung künstlich erzwungen wird. Im Gegenzug kann die Ausscheidung aber auch künstlich unterdrückt werden, z. B. mittels eines Analplug. Im Jargon heißen sexuelle Spiele mit Kot auch Kaviarspiele. Sie sind oftmals Teil von SM-Spielen. Auch bei Praktiken, die nicht unmittelbar mit dem Kot selbst in Verbindung stehen, wie Analverkehr, Anilingus oder Analfisting, kann sich aus der „Schmutzigkeit“ für manche ein besonderer Reiz ergeben. Kotwörter sind auch Teil des Dirty Talk.

## Kunst und Literatur

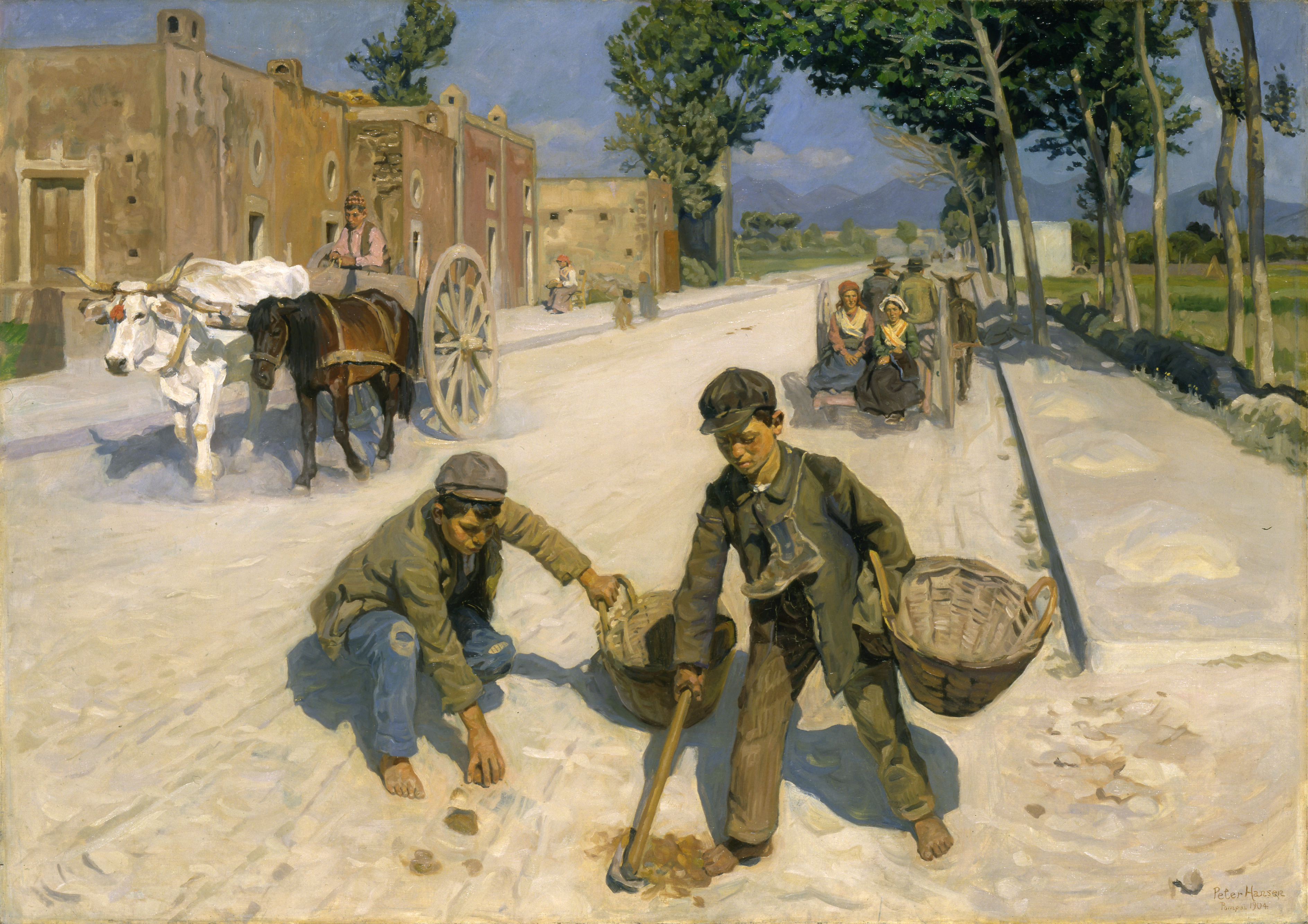
„Pferdeapfelsammler“, 1905 von Peter Hansen

- Martin Luther nutzte in seiner Bibelübersetzung Bezeichnungen wie Kot mehrfach in verschiedener Konnotation und etablierte das Wort so in den deutschen Wortschatz.[34][35][36]
- In der Bildpublizistik der Französischen Revolution spielt die Darstellung von Kot eine große Rolle.[37]
- Der Künstler Piero Manzoni (1933–1963) füllte eigenen Kot in Dosen und verkaufte ihn als Künstlerscheiße.
- Der Schriftsteller Günter Grass verfasste das Gedicht „Kot gereimt“, das in seinem Roman Der Butt (1977) enthalten ist (S. 354 – Internet Archive).[38]
- Ein populäres Kinderbuch, aus dem Jahr 1989, handelt Vom kleinen Maulwurf, der wissen wollte, wer ihm auf den Kopf gemacht hat.
- Der belgische Künstler Wim Delvoye schuf (2000) mit Cloaca, eine Maschine, die den Verdauungsvorgang simuliert und dem menschlichen Kot ähnelnde „Exkremente“ produziert.
- Der Kothaufen-Emoji (englisch pile of poo) wurde 2010 in Version 6.0 des Unicode-Standards aufgenommen.[39]